# Niagara Falls (Ontario)
Niagara Falls je město v kanadské provincii Ontario ležící na řece Niagara přímo u Niagarských vodopádů. V roce 2001 zde žilo 78 815 obyvatel.
Oblast okolo vodopádu je osídlena od 17. století, nejprve Irokézy a později Evropany, které sem přitáhly právě velké vodopády. Začátkem devatenáctého století se zde začala rozvíjet turistika, která se postupem času stala hlavním příjmem peněz pro město. Ročně sem přicházejí kvůli vodopádům stovky tisíc turistů, čemuž se přizpůsobila i infrastruktura města, jež nabízí velké množství ubytovacích zařízení a kasín.
Město je spojeno se stejnojmenným sousedním městem Niagara Falls, které se nachází na druhém břehu řeky, již ve státě New York.